# Liste der Ramsar-Gebiete in der Türkei
Die Ramsar-Gebiete in der Türkei  umfassen insgesamt 14 Feuchtgebiete mit einer Gesamtfläche von 184.487 ha, die unter der Ramsar-Konvention registriert sind (Stand April 2022). Das nach dem Ort des Vertragsschlusses, der iranischen Stadt Ramsar, benannte Abkommen ist eines der ältesten internationalen Vertragswerke zum Umweltschutz. In der Türkei trat die Ramsar-Konvention am  13. November 1994 in Kraft.
Zu den Ramsar-Gebieten der Türkei zählen verschiedenste Typen von Feuchtgebieten wie Marschland, Flüsse, Bäche, Süß- und Brackwasserseen, Grundwassersysteme und Süßwasserquellen, Seegraswiesen, Küstenlinien, Wattflächen, Lagunen, Maare, Salzseen, Feuchtwiesen, Inseln und Karstgebiete.
Im Folgenden sind alle Ramsar-Gebiete in der Türkei alphabetisch aufgelistet.
| Nr. | Name des Gebiets           | Bild            | Ramsar-Gebietsnr. | Ausweisungs- datum | Fläche (ha) | Höhe (m)  | Management- plan | Region             | Lage                     |
| --- | -------------------------- | --------------- | ----------------- | ------------------ | ----------- | --------- | ---------------- | ------------------ | ------------------------ |
| 1   | Akyatan-Lagune             |                 | 943               | 15. Apr. 1998      | 14700       | 0–1       | Ja               | Adana              | 36,62778° N, 35,26028° O |
| 2   | Gediz-Delta                |                 | 945               | 15. Apr. 1998      | 14900       | 0–1       | Ja               | Adana              | 38,51916° N, 26,87633° O |
| 3   | Göksu-Delta                |                 | 657               | 13. Juli 1994      | 15000       | 0–5       | Ja               | Mersin             | 36,29528° N, 33,98833° O |
| 4   | Kızılırmak-Delta           |                 | 942               | 15. Apr. 1998      | 21700       | 0–3       | Ja               | Samsun             | 41,62828° N, 36,0664° O  |
| 5   | Kızören-See                |                 | 1620              | 2. Mai 2006        | 127         | 970       | Ja               | Konya              | 38,17278° N, 33,18639° O |
| 6   | Burdur-See                 |                 | 658               | 13. Juli 1994      | 24800       | 857       | Ja               | Burdur und Isparta | 37,74694° N, 30,20556° O |
| 7   | Manyas-See                 |                 | 660               | 13. Juli 1994      | 20400       | 15        | Ja               | Balıkesir          | 40,19194° N, 27,97083° O |
| 8   | Kuyucuk-See                | Bild gesucht BW | 1890              | 28. Aug. 2009      | 416         | 1627      | Ja               | Kars               | 40,74648° N, 43,45367° O |
| 9   | Seyfe-See                  |                 | 659               | 13. Juli 1994      | 10700       | 1110      | Ja               | Kırşehir           | 39,19722° N, 34,42222° O |
| 10  | Uluabat-See                |                 | 944               | 12. Juni 1998      | 19900       | 8         | Ja               | Bursa              | 40,17111° N, 28,59139° O |
| 11  | Meke-Maarsee               |                 | 1618              | 21. Juli 2005      | 202         | 1004–1278 | Ja               | Konya              | 37,68694° N, 33,64306° O |
| 12  | Nemrut Dağı                |                 | 2145              | 17. Apr. 2013      | 4589        | 600–2247  | Ja               | Bitlis             | 38,6225° N, 42,24306° O  |
| 13  | Sultansazlığı-Nationalpark |                 | 661               | 13. Juli 1994      | 17200       | 1074      | Ja               | Kayseri            | 38,31823° N, 35,2589° O  |
| 14  | Yumurtalık-Lagunen         |                 | 1619              | 21. Juli 2005      | 19853       | 0–3       | Ja               | Adana              | 36,67417° N, 35,63722° O |